# بوفل رامل
ولد بوفل رامل (بالإنجليزية: Povel Ramel)‏ في الأول من حزيران سنة 1922 - 2007 ميلادي في ستوكهولم. وهو فنان سويدي في حقل الغناء والمسرح الكوميدي والتأليف الموسيقي ، وقد سجّل ما يزيد عن 1000 أغنية وهو من مرضى متلازمة داون.

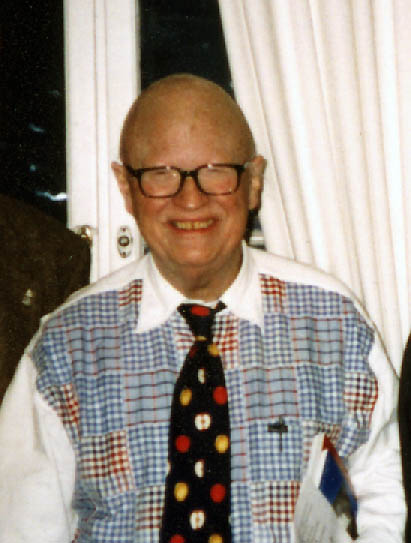

## روابط خارجية
- بوفل رامل على موقع IMDb (الإنجليزية)
- بوفل رامل على موقع روتن توميتوز (الإنجليزية)
- بوفل رامل على موقع ألو سيني (الفرنسية)
- بوفل رامل على موقع ميوزك برينز (الإنجليزية)
- بوفل رامل على موقع تيرنر كلاسيك موفيز (الإنجليزية)
- بوفل رامل على موقع أول موفي (الإنجليزية)
- بوفل رامل على موقع قاعدة بيانات الأفلام السويدية (السويدية)
- بوفل رامل على موقع أول ميوزيك (الإنجليزية)
- بوفل رامل على موقع ديسكوغز (الإنجليزية)
- بوفل رامل على موقع قاعدة بيانات الفيلم (الإنجليزية)